# 釜山兄弟之家福利院事件
釜山兄弟之家福利院事件发生于1975年-1987年間，当时位于韩国釜山北区的兄弟之家福利院（：／）在其运作期间，非法拘禁了成千上万的流浪汉、儿童和无家可归者等。该福利院是韩国当年最严重的侵犯人权事件的发源地，在美联社和CNN的文章中均有揭露，釜山兄弟之家福利院也因此獲得「韓版納粹集中營」這個惡名。

## 背景
1973年，韩国政府为提升国际形象，提出申办1988年汉城奥运会的计划。1975年，时任韩国总统朴正熙提出要打造干净的城市，为奥运会申办树立良好的国际形象，兄弟之家福利院就是在这段时期建立的。

## 经过
在此期间，当地警察在兄弟之家管理者等人的协助下逮捕了数万群众，这些人包括乞丐、窃贼、街头小贩、残疾人、流浪儿童、异见分子和反政府的大学生等。根据政府文件显示，约4000人被送往“兄弟之家”。
在城市净化运动开始后，这里建造了超20家工厂。在这里，每天人们被迫完成生产服装，鞋子等大量的出口订单，但是他们拿不到一分钱。与此同时，福利院在获取政府补贴，警方在围捕流浪者，当地官员通过福利院控制住了流浪者等人带来的城市隐患。
甚至，兄弟之家的负责人朴仁根还获得了韩国颁发的两枚奖牌，嘉奖他在社会福利工作中的贡献。他的贡献还在1982年被拍成了一部为政府照顾底层群众的英雄电视剧。

## 受害者案例
1982年某天，14岁的崔胜友被控告偷了一块面包，当在警察用打火机烧他生殖器的暴力执法下，他被迫承认了自己的“罪行”。据其在福利院中目击，一名守卫曾当其面用棍棒打死了一名女性。并且崔胜友每天都经历着强奸、殴打和强制劳动。每天5点半，所有人都要洗漱完毕，进行晨祷（該院標榜以基督教為中心）。之后便开始了一天苦役。据被囚禁于此八年的金希回忆，由于一大批出口至日本的钓具因组装问题被退回，他和同事便遭到了毒打，险些丧命。
因为在学校惹了麻烦而被送进兄弟之家的13岁的李采植讲，他在福利院的工作是为在那生病的人清理伤口。他们没有医学知识、没有消毒器械，甚至用镊子直接夹走蛆虫。
1980年，9岁的朴颂伊在釜山火车站被抓进兄弟之家。而后她之后同五个女孩锯断宿舍的铁窗並从中逃脱。

## 贩卖儿童
据文件档案记载，该福利院与1979年至1986年间出口了70名未成年儿童。南韩政府把这些出口收入为国库带来收益，每年可获利2000万美元。据资料显示，“兄弟之家”就是这些犯罪行为的参与者。
据福利院育婴室职员李责植称，在1980年代初，每个月他都会收到很多需要寄往北美的信件，内容是1名该院儿童与一对外国伴侣的照片。另外院方会把档案交给位于美国俄勒冈州的名为“霍特国际”的收养机构。每当信件寄出几天后，照片中的儿童就会消失。
曾处理过“兄弟之家”收养案件的东方社会福祉会的负责人金真淑曾对美联社询问作出为何追查此事的反问，并表示这有损南韩形象。南韩法务部以真相尚未厘清为由，拒绝评论儿童收养问题。

## 调查
1987年，新上任的检察官金龍元在福利院附近狩猎时，听说了“兄弟之家”的犯罪行为，决定对其展开调查。1月，金龍元带领10名警察突袭了“兄弟之家”。在这之后朴仁根被捕，之后朴仁根要求与釜山首席检察官朴熺太见面。并在见面后，釜山市长金柱赫打电话为其求情。
在之后，一直有政府高级官员阻止金永元的调查，并且总统办公室也在阻止其调查。尽管受到很多干扰，金龙元获得了朴仁根挪用政府补贴的300万美元的证据，但由于朴熺太将挪用数额改到一半，最高法院仅判其2.5年，并且没有暴力的犯罪内容。最终“兄弟之家”于1988年被关闭。

## 后续
在1990年代，建筑工人在“兄弟之家”旧址挖出了约100具尸骨。2001年，福利院旧址以2700万美元卖给了一家建筑公司。并且朴仁根出狱后继续依靠福利机构和房地产赚钱。如今，政府仍拒绝重新调查此案件。内务部官员安政泰称，重新调查只会加重政府的财政负担，并且成为一个不好的先例。然后补充说，应该把这些情况上报给21世纪初成立的“真相委员会”。